# Kainuun Sanomat

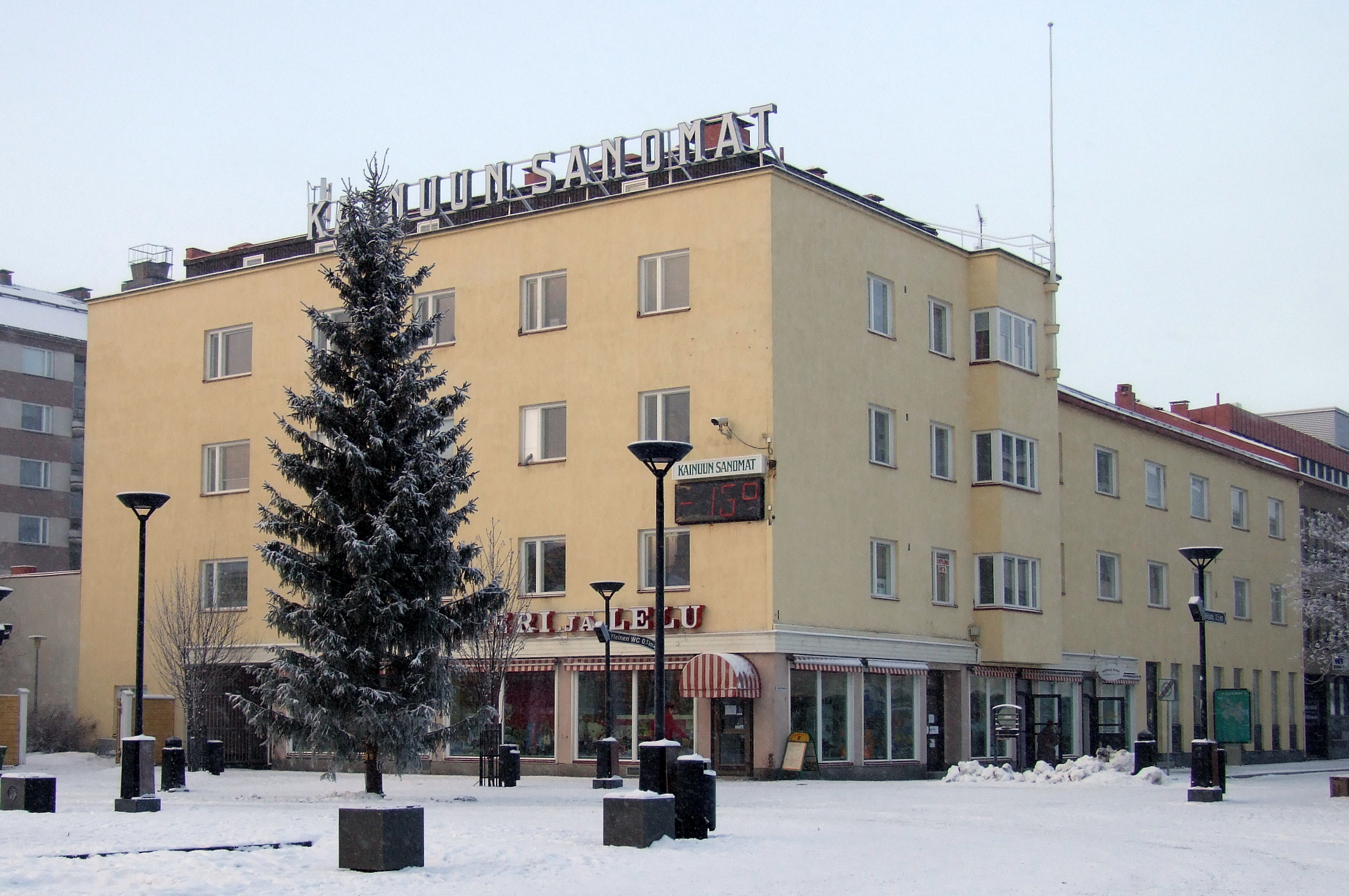
Ancien siège du Kainuun Sanomat à Kajaani.

Kainuun Sanomat est un journal indépendant paraissant à Kajaani.
Il est distribué dans le Kainuu et dans l'est de la province d'Oulu.
Le quotidien est créé en 1918 au début pour porter la parole du Maalaisliito puis celle Parti du centre. 
Il est indépendant depuis 1994.
Sa diffusion est de 17688 exemplaires en 2012.